# Wolfgang Sidka
Wolfgang Sidka (Lengerich, 26 de maio de 1954) é um ex-futebolista e treinador de futebol alemão. Como treinador, o maior sucesso de Sidka foi vencer a Taça Intertoto da UEFA de 1998, com o Werder Bremen. Ele também foi treinador da seleção Iraquiana, de agosto de 2010 a agosto de 2011.